# Флаг Николаевской области
Флаг Никола́евской области (укр. Прапор Миколаївської області) является символом Николаевской области Украины, который отображает историю и традиции области. Утверждён решением областного совета № 5 от 27 июля 2001 года.

## Описание
Прямоугольное полотнище с соотношением сторон 2:3 состоит из трёх горизонтальных полос: белой, жёлтой и синей. Соотношение ширин полос составляет 2:1:1. Нижняя полоса волниста. В центре изображена золотая архиерейская митра на скрещённых золотых посохах. Оборотная сторона флага имеет зеркальное отображение.